# Chánguena
Chánguena è un distretto della Costa Rica facente parte del cantone di Buenos Aires, nella provincia di Puntarenas.